# 스위스 국립은행
스위스 국립은행(독일어: Schweizerische Nationalbank, 프랑스어: Banque Nationale Suisse, 이탈리아어: Banca Nazionale Svizzera, 로만슈어: Banca Naziunala Svizra)은 스위스의 중앙 은행이다. 금융 정책을 실시하는 것뿐만 아니라, 스위스 프랑 지폐의 발행 및 관리를 한다. 스위스에는 4개의 공용어가 있기 때문에 제도의 정식 명칭도 4개의 언어로 병기된다.

## 같이 보기
- 스위스 은행
- 스위스의 경제
- 2014년 스위스 국민투표